# Cagny (Calvados)
Cagny – miejscowość i gmina we Francji, w regionie Normandia, w departamencie Calvados.
Według danych na rok 1990 gminę zamieszkiwało 1650 osób, a gęstość zaludnienia wynosiła 195 osób/km² (wśród 1815 gmin Dolnej Normandii Cagny plasuje się na 127. miejscu pod względem liczby ludności, natomiast pod względem powierzchni na miejscu 615.).
W miejscowości znajduje się fabryka cukru, która odpowiada za 10% produkcji cukru we Francji i zatrudnia 500 osób. Właściciel, niemiecka firma Südzucker, postanowił ją zamknąć w 2019. 